# Daninia spinosa
Daninia spinosa è un pesce osseo estinto, appartenente ai perleidiformi. Visse nel Triassico medio (Ladinico, circa 240 - 238 milioni di anni fa) e i suoi resti fossili sono stati ritrovati in Italia e in Svizzera.

## Descrizione

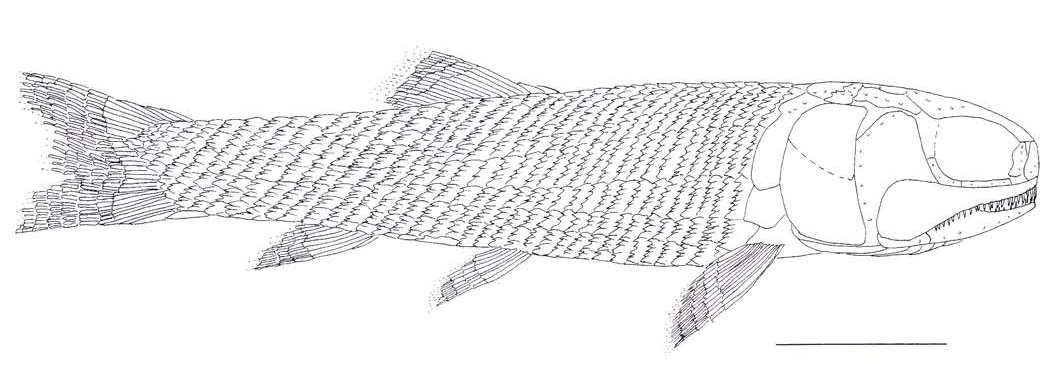
Ricostruzione di Daninia spinosa

Questo pesce possedeva un corpo slanciato di forma allungata, e in generale gli esemplari fossili non superano la lunghezza di 3,5 centimetri; probabilmente queste piccole dimensioni riflettono uno stadio giovanile, in quanto è stato trovato un esemplare di qualche centimetro più allungato che rappresenterebbe un adulto. Daninia differiva da altri generi simili come Perleidus nella forma del corpo più allungata, nelle scaglie vagamente rettangolari ma dal margine posteriore fortemente dentellato e nella presenza di denti marginali particolarmente lunghi e aguzzi. Le pinne dorsale e anale erano dotate di una base piuttosto ampia. 

## Classificazione
Daninia spinosa venne descritto per la prima volta nel 2001 sulla base di fossili provenienti dalla zona di Ca' del Frate (Viggiù), in provincia di Varese; altri esemplari, provenienti dal vicino giacimento di Meride (Svizzera) erano stati descritti tempo prima da Burgin come appartenenti alla specie Ophiopsis lepturus. 
Daninia è un tipico rappresentante dei perleidiformi, un gruppo di pesci ossei tipici del Triassico, dalle caratteristiche intermedie tra gli arcaici paleonisciformi e i più derivati neotterigi. Daninia sembrerebbe essere stato affine al genere tipico Perleidus, noto più o meno nelle stesse zone. 

## Paleoecologia
Daninia doveva essere un piccolo predatore che si nutriva di invertebrati acquatici, che catturava con movimenti guizzanti e che tratteneva con i lunghi denti aguzzi.

## Etimologia
Daninia spinosa deve il suo nome a Gianluca Danini, naturalista della Valceresio e curatore del Civico Museo Insubrico di Storia Naturale, per il suo fondamentale contributo nello studio della località di Ca' del Frate. L'epiteto specifico viene dalla parola latina spinosus, riferita all'ornamentazione spinosa delle scaglie.